# Sitric Cáech
Sitric Cáech (... – 927) è stato un re vichingo-gaelico di Northumbria e di Dublino al principio del X secolo.
Nipote di Ímar e membro degli Uí Ímair, Sitric (Sigtryggr in lingua norrena) era probabilmente tra i vichinghi espulsi da Dublino nel 902 e giunti in Scozia. Nel 917, insieme al congiunto Ragnall ua Ímair, armò una flotta e tornò in Irlanda, combattendo con successo contro vari re locali. Sitric riconquistò Dublino e vi si stabilì come re, mentre Ragnall tornò in Britannia e prese per sé il Regno di Jórvík.
Nel 919 Sitric riportò una significativa vittoria contro il re supremo d'Irlanda, Niall Glúndub, nella battaglia di Islandbridge. Tra il 920 ed il 921 Sitric lasciò il dominio su Dublino al congiunto Gofraid ua Ímair e successe a Ragnall quale nuovo re vichingo di York. Negli anni successivi Sitric guidò incursioni ai danni degli anglo-sassoni nella Mercia, raggiungendo un accordo di pace con Atelstano d'Inghilterra nel 926.
Sitric, re dei Dubgaill e dei Finngaill, morì nel 927.

## Biografia

### Origini
Sitric Caech nacque in data imprecisata ed era nipote di Ímar e quindi membro della dinastia degli Uí Ímair. Sitric venne probabilmente espulso da Dublino nel 902 per mano di un esercito capeggiato da Máel Finnia mac Flannacán, re di Brega e Cerball mac Muirecáin re del Leinster. I vichinghi scampati all'attacco si divisero in diversi gruppi, qualcuno andò verso la Francia, altri verso l'Inghilterra e il Galles. Le prove archeologiche indicano comunque la presenza di abitanti scandinavi negli anni susseguenti l'attacco il che fa supporre che i soli costretti a lasciare Dublino fossero coloro che appartenevano all'élite di governo. Comunque i raid vichinghi continuarono tanto che nel 914 una grossa flotta vichinga raggiunse Waterford, l'arrivo di quella prima flotta fu il preludio di una nuova occupazione vichinga di parte dell'Irlanda tanto che l'anno dopo una colonia si stabilì a Limerick.
Le principali fonti storiche dell'epoca sono le saghe norvegesi e gli annali irlandesi, alcuni di essi come gli annali dell'Ulster sono considerati coevi, mentre le saghe vennero scritte diverso tempo dopo gli eventi raccontati e sono dunque considerate meno attendibili. Altri ancora come gli Annali frammentari d'Irlanda e gli Annali dei Quattro Maestri sono stati compilati più tardi, con una parte di materiale relativo agli anni in questione e con materiale riconducibile alle saghe, benché quindi più attendibili di queste ultime alcuni storici li considerano troppo partigiani per essere oggettivi.
Negli Annali dell'Ulster, Sitric viene identificato con l'uso di diversi epiteti fra cui ua Ímair che significa nipote di Ímair, non è un patronimico e nemmeno permette di capire quale dei figli di Ímair, o nessuno di essi, sia suo padre. Una delle possibili ragioni è che uno dei figli di Ímair in questione fosse uno che non avesse mai governato Dublino e che avesse passato buona parte della propria vita lontano dall'Irlanda e questo avrebbe reso, per Sitric, la presa sul trono di Dublino dipendente non dall'identità del padre, ma da quella del nonno. Altra possibilità e che egli discendesse da una delle figlie di Ímair cosa che ci riporta al ragionamento di cui sopra. Altri membri della famiglia, suoi cugini, come Ímar ua Ímair, Ragnall, Amlaíb e Gofraid sono nipoti di Ímair, perché si fregiano dell'espressione ua Ímair, e tutti ad eccezione di Amlaíb governarono Dublino.

### Sovrano di due regni
Si presume quindi che Sitric fosse tra i vichinghi sfollati nel 902: monete di quel periodo portano l'iscrizione Sitric Comes e come luogo di zecca Sceldfor, l'attuale Shelford, e fanno tutte parte del Tesoro di Cuerdale cosa che indicherebbe che a seguito della partenza da Dublino si sia diretto nel Danelaw di cui governò la parte orientale. Gli anglosassoni conquistarono il Danelaw a sud dell'Humber a partire dal 918 ed è quindi plausibile che il governo di Sitric su quelle terre non sia durato molto di più, tanto più che le cronache inglesi smettono in quel periodo di menzionarlo.
La più antica menzione di Sitric negli Annali Irlandesi è del 917 quando lui ed il parente Ragnall ua Ímair salparono separatamente per l'Irlanda infliggendo diverse sconfitte ai sovrani locali: Sitric si diresse nel Leinser e Ragnall verso Waterford. Niall Glúndub, Re supremo d'Irlanda e membro del clan Uí Néill, vide la loro presenza come una potenziale minaccia e mandò l'esercito verso sud per respingerli. Gli uomini di Sitric combatterono a Mag Femen, nella Contea di Tipperary, e vinsero anche se solo grazie al tempestivo intervento degli uomini di Ragnall. Seguì la vittoriosa battaglia di Confey contro Augaire mac Ailella, re del Leinster, che perì in battaglia. La morte di quest'ultimo segnò la fine di una vera e utile opposizione al ritorno dei vichinghi in Irlanda. Sitric avanzò trionfante verso Dublino dove si proclamò re mentre Ragnall tornò in Inghilterra divenendo sovrano del regno di Jórvík. Secondo alcuni storici la sua partenza potrebbe aver ringalluzzito Niall Glúndub che tentò nuovamente di espellere i vichinghi dall'Irlanda, egli mise insieme quindi una coalizione di sovrani locali che dal nord si diressero verso Dublino. Nel 919 i due eserciti si scontrarono alla battaglia di Islandbridge, nell'odierna contea di Dublino, la vittoria fu ancora di Sitric mentre Niall e i suoi uomini caddero nello scontro insieme ad altri cinque sovrani irlandesi.
Secondo gli Annali dell'Ulster nel 920 Sitric lasciò l'Irlanda per andare verso lo Jórvík] di cui prese il potere l'anno dopo alla morte di Ragnall, Dublino venne quindi lasciata nelle mani di Gofraid ua Ímair che doveva essere un suo fratello o un suo cugino. Sempre nel 920, Ragnall aveva fatto atto di sottomissione ad Edoardo il Vecchio e Sitric appena partito da Dublino fece un raid a Davenport nello Cheshire in palese violazione dei termini di sottomissione che Ragnall aveva stipulato con Edoardo cosa che fa pensare che egli non volesse seguire la stessa strada. Né la Cronaca anglosassone né il Cronacon di Etelverdo menzionano Sitric fra il 921 e il 924, cioè il lasso di tempo intercorrente fra la sua ascesa al trono di Jórvík e la morte di Edoardo il Vecchio, e benché non esistano racconti di scontri militari le prove archeologiche mostrano una progressiva conquista della Mercia da parte dei vichinghi. Alcune monete recanti il nome di Sitric e battute a Lincoln suggeriscono che egli dominasse diverse terre a sud dell'Humber in contraddizione con la Cronaca anglosassone secondo la quale i danesi avrebbero sottomesso la Mercia nel 918. Queste monete potrebbero altresì indicare una riconquista di territori fra il 921 e il 924 taciuta dalle Cronache, il controllo che Edoardo esercitava ancora sulla Mercia avrebbe portato le risorse del regno a un punto di crollo alimentando il malanimo presente contro di lui e permettendo a Sitric di farsi strada. Alcuni storici ritengono che il silenzio delle Cronache vada ricercato nel fatto che esse tendevano di più a mostrare i successi che non gli insuccessi. La morte di Edoardo (924), per altro, passò pressoché inosservata presso le fonti franche o gallesi segno forse di un forte calo del suo ascendente rispetto a quattro anni prima quando era al culmine della propria forza.
Sitric incontrò il successore di Edoardo, Atelstano d'Inghilterra, nel 926 a Tamworth. Le Cronache tacciono il motivo di tale incontro, anche se riportano che una delle sorelle del re, forse Edith di Polesworth, andò in sposa a Sitric. Nel 918, lo stesso Edoardo aveva usato un matrimonio per mettere la Mercia sotto il controllo del Wessex e alcuni storici pensano che queste nozze, celebrate a Tamworth, un centro regio, abbiano avuto la stessa funzione. In seguito al matrimonio, Sitric si convertì al cristianesimo anche se tornò presto alla religione pagana.
Sigtrygg morì l'anno seguente e gli successe il congiunto Gofraid ua Ímair.

### Discendenza
Gli Annali di Clonmacnoise menzionano due figli di Sitric, Auisle e Sichfrith che caddero alla battaglia di Brunanburh. Un altro, Aralt, fu re di Limerick per un tempo indefinito di cui sappiamo solo la fine (940) per morte in battaglia. Un altro figlio, Amlaíb Cuarán, fu due volte re di Dublino e della Northumbria e potrebbe essere stato l'ispiratore del poema scritto in lingua inglese media Havelok the Dane. Anche tale Gofraid mac Sitriuc potrebbe essere stato uno dei suoi figli. Secondo la Saga degli uomini delle Orcadi una delle sue figlie, Gytha, avrebbe sposato Olaf I di Norvegia, diversi storici sono però dubbiosi: tale matrimonio avrebbe avuto luogo 63 anni dopo la morte di Sigtrygg giacché è più probabile che ella fosse una delle sue nipoti.
Quanto al matrimonio di Sitric con la sorella di Atelstano, non tutti concordano nell'identificarla con la sorella Edith, anche se si ritiene probabile che ella, vedova, si sia poi ritirata in convento. A questo matrimonio si attribuisce la nascita di Amlaíb.

### Fonti
- Annali dell'Ulster
- Annali dei quattro maestri
- Annali di Inisfallen
- Annali frammentari d'Irlanda
- Cogad Gáedel re Gallaib
- Cronaca degli Scoti

### Studi
- Downham C (2007), Viking Kings of Britain and Ireland: The Dynasty of Ívarr to A.D. 1014, Edimburgo, Dunedin Academic Press, ISBN 978-1-903765-89-0.
- Forte A, Oram R, Pedersen F (2005), Viking Empires, Cambridge University Press, ISBN 0-521-82992-5.
- Hart C (2004), Sihtric Cáech (d. 927), in Oxford Dictionary of National Biography, Oxford University Press.
- Helle K [a cura di] (2003), The Cambridge History of Scandinavia. Volume 1: Prehistory to 1520, Cambridge University Press, ISBN 0-521-47299-7.
- Hudson BT (2005), Viking Pirates and Christian Princes: Dynasty, Religion, and Empire in the North Atlantic, Oxford University Press.
- Holman K (2007), The Northern Conquest: Vikings in Britain and Ireland, Oxford, Signal.
- Hudson BT (2005), Viking Pirates and Christian Princes: Dynasty, Religion, and Empire in the North Atlantic, Oxford.
- Jones G (1984), A History of the Vikings, ed. riv., Oxford University Press, ISBN 9780192158826.
- Ó Corráin D (1997), Ireland, Wales, Man and the Hebrides, in Sawyer P [a cura di] (1997), The Oxford Illustrated History of the Vikings, Oxford University Press, ISBN 0-19-285434-8,
- Ó Corráin D (1998), The Vikings in Scotland and Ireland in the Ninth Century, in Peritia, 12: 296–339.
- Ó Cróinín D (1995), Early Medieval Ireland 400–1200, Londra, Longman, ISBN 0-582-01565-0.
- Sigurðsson JV [e] Bolton Timothy [a cura di] (2013), Celtic-Norse Relationships in the Irish Sea in the Middle Ages 800-1200, Brill, ISBN 978-90-04-25512-8.
- Valante MA (2008), The Vikings in Ireland: Settlement, Trade, and Urbanization, Four Courts.
- Woolf A (2002), Age of Sea-Kings: 900-1300, in Donald O [a cura di] (2002), The Argyll Book, Edimburgo, Birlinn, pp. 94–109.
- Woolf A (2007), From Pictland to Alba, 789–1070, in The New Edinburgh History of Scotland, Edinburgh University Press, ISBN 978-0-7486-1234-5.